# 貝瑞塔70半自動手槍
貝瑞塔70是一系列由意大利槍械製造商貝瑞塔所研製及生產的半自動手槍，發射.32 ACP、.380 ACP和.22 LR口徑手枪子彈。
貝瑞塔70是以早期型7.65毫米口徑的貝瑞塔M1935半自動手槍為藍本。本系列的部分手槍亦以“獵鷹”、“新彪馬”、“新紫貂”、“捷豹”和“美洲獅”之名向市場銷售（不要與後來的貝瑞塔8000半自動手槍混淆，這也是以“美洲獅”之名向市場銷售）。該槍因在電影亮相而著名，也是貝瑞塔手槍於上世紀餘下的時間中第一把具有一些改進而且常見的緊湊型貝瑞塔手槍。

## 在先前的貝瑞塔手槍當中的改進
貝瑞塔70系列是在幾個方面從M1934／M1935改進而成（而後來的.22 LR口徑亦是由M948以相若的方式改進而成）。M1934／M1935的迴轉桿式保險極為難以用單手操作，所以70系列在開始時具有與M1951相同的橫閂式螺栓孔型保險，但就算如此該保險也是很難用單手操作，而且可能還意外地因使用者的手而被切換至鎖上或解脫保險。經過短短數年，橫閂式螺栓孔型保險被轉換為20世紀上半的後期可在大部分貝瑞塔手槍上發現的拇指操作、安裝於底把的操縱槓桿式保險，而事實上確實的是大部分單動或是傳統型雙動半自動手槍生產至今都是採用這種保險樣式，直到1983年的92S時才把該手動保險轉移到在套筒上。
正如貝瑞塔M1934／M1935等的緊湊／中型手槍系列的興替，70系列在握把的底部整合了M1951的分解操縱槓桿、導桿系統、套筒阻和彈匣釋放按鈕。M1934／M1935在彈盡時，就由於彈匣內托彈板阻斷套筒而開放，但由於套筒上沒有其他無彈後定裝置，除非藉由它的保險隨後嚙合（該模式將鎖定該槍並且令套筒保持開放，直到切換回發射模式），否則移除彈匣以後就會就會導致套筒釋放而閉上；這些程序是緩慢而且麻煩的，這就是為什麼套筒阻的改進是在M1951和以後的制式手槍型號之中才實現。套筒阻的中途轉變是由與M1951手槍相同的“踏板”樣式釋放裝置改為在槓桿末端的圓型按鈕。如圓錐般逐漸縮小到槍的前端的更柔和、更長的曲線也被加入，使扳機護圈更圓滑。接近它停止生產之時，70S加入了與76W的握把左側板的相同的拇指架。
其彈匣保留／解脫骨刺狀卡筍位於底把底板的前部，與M1934／M1935和M1951相通用，這是常見的許多手槍具有歐洲風格的彈匣釋放方式（位於握把底部的鉸鍊式插銷緊扣著彈匣的底板），而且還有一些緊湊型手槍作為延長的握把表面，同時保持手槍的小型輪廓的一種手段。

## 型號

### 70型
70型是該系列的基本型號，也是唯一一款配備了.22 LR口徑以外其他口徑的型號。1968年以後，71至75型已不再製成其他口徑，而令70型僅僅是具有多種口徑可以選用。

### 71型
71型與70型相同，只是它是唯一的由輕量級合金製造而非钢製，這使手槍的重量減輕了約200克，以及是.22 LR口徑。71型（及72型）以“捷豹”之名向市場銷售。

### 72型
72型與71型和75型相同，只是它具有兩種槍管長度能夠提供：一是為了自我防衛的短槍管，二是為了瞄準目標射擊的長槍管。這種型號也被銷售作為捷豹。

### 73型、74型、75型
73型、74型和75型是具有比其他型號更長的槍管的瞄準型號。74型在槍管上安裝有可調節瞄準具。73型和74型具有較高、全尺寸的底把，而75型則保留了其他型號的緊湊型底把。

### 76型
76型是更為鮮明的，具有與底把是一體的固定式隔熱罩，類似於稍後的貝瑞塔87瞄準型，並且具有用以安裝光學瞄準鏡的導軌。從1971年生產到1985年，擁有與73型和74型相同的全尺寸底把。其瞄準具是可以調節的，但照門卻被安裝到槍管隔熱罩而非如74型般為槍管的背面，讓它具有更長的瞄準基線和更高的精度。76型可採用塑料或木質握把片，後綴分別為76P或76W。

### 100型、101型、102型
100系列手槍其實與70系列是完全相同的，只是在美國在60年代末期的這種情況下進行了簡要的方式向市場銷售。100型是一種.32 ACP口徑、配備了更長的150毫米（5.91英吋）槍管和.22 LR口徑型號的握把底把的手槍；除了它的重量幾乎是以每公斤計算，手槍的其餘屬性都與74型是相同的。101型和102型則分別是與71型和76型是相同的。這種編號方式在1970年代中期被丟棄，並且獲恢復為原來的70型等命名。
| 型號 | 口徑     | 槍管長度        | 彈匣容量 | 照門   | 準星   | 重量                |
| ---- | -------- | --------------- | -------- | ------ | ------ | ------------------- |
| 70   | .32 ACP  | 90（3.54英寸）  | 8        | 固定型 | 固定型 | 660克（23.28盎司）  |
| 70   | .32 ACP  | 90（3.54英寸）  | 8        | 固定型 | 固定型 | 520克（18.34盎司）  |
| 70S  | .380 ACP | 90（3.54英寸）  | 7        | 固定型 | 固定型 | 675克（23.81盎司）  |
| 70S  | .22 LR   | 90（3.54英寸）  | 8        | 可調節 | 固定型 | 635克（22.40盎司）  |
| 71   | .22 LR   | 90（3.54英寸）  | 8        | 固定型 | 固定型 | 480克（16.93盎司）  |
| 72   | .22 LR   | 150（5.91英寸） | 8        | 固定型 | 固定型 | 535克（18.87盎司）  |
| 72   | .22 LR   | 90（3.54英寸）  | 8        | 固定型 | 固定型 | 535克（18.87盎司）  |
| 73   | .22 LR   | 150（5.91英寸） | 10       | 固定型 | 固定型 | 550克（19.40盎司）  |
| 74   | .22 LR   | 150（5.91英寸） | 10       | 可調節 | 固定型 | 570克（20.11盎司）  |
| 75   | .22 LR   | 150（5.91英寸） | 8        | 固定型 | 固定型 | 525克（18.52盎司）  |
| 76   | .22 LR   | 150（5.91英寸） | 10       | 可調節 | 可更換 | 930克（32.80盎司）  |
| 76S  | .22 LR   | 150（5.91英寸） | 10       | 可調節 | 可更換 | ≈800克（28.22盎司） |
| 100  | .32 ACP  | 150（5.91英寸） | 9        | 可調節 | 固定型 | 990克（34.92盎司）  |
| 101  | .22 LR   | 150（5.91英寸） | 10       | 可調節 | 固定型 | -                   |
| 102  | .22 LR   | 150（5.91英寸） | 10       | 可調節 | 可更換 | -                   |

## 版本
雖然它並沒有加上特殊的標誌，但70型可以使用螺紋槍管和可拆卸的消聲器。

### 基本版本（沒有字母後綴）
無後綴的70型系列，從1958年至1968年生產。在此期間的某個時刻，安裝在底把上的拇指操作保險獲得採用，取代了951型所使用的舊型橫閂式螺栓孔型保險。

### S版本
S版本於1977年推出，包括一個全新的彈匣保險，並標明為70型採用.380 ACP口徑，取代了.32 ACP。.22口徑的槍具有可調節的照門，但.380 ACP卻沒有。在1985年停止生產。

### T版本
T版本在1969年至1975年間生產，並具有9發彈匣（從基本型號增加1發容量），並配備了加長型6英寸（152.40）瞄準型槍管。

## 使用國
- 以色列
  - 航空法警
  - 情報及特殊使命局「摩薩德」[10]
  - 總參謀部直屬偵察營[11]
- 義大利
  - 意大利警察[12]
- 土耳其

## 流行文化
在電影（The Spy Who Loved Me）的金字塔內場景中，貝瑞塔70被錯誤地作為主角的主要武器，而非他的標誌性武器瓦爾特PPK。該槍也是在1963年電影《粉紅豹》中，克盧索督察的武器。
鑑於該槍在意大利電影中大量作為警察部門的武器使用，從這些電影中抽取出來的主題曲的合輯以「貝瑞塔70：來自1971至1980年的驚心動魄意大利警察電影主題曲的咆哮」（Beretta 70: Roaring Themes From Thrilling Italian Police Films 1971-80）的標題名稱公開發布。

## 圖集

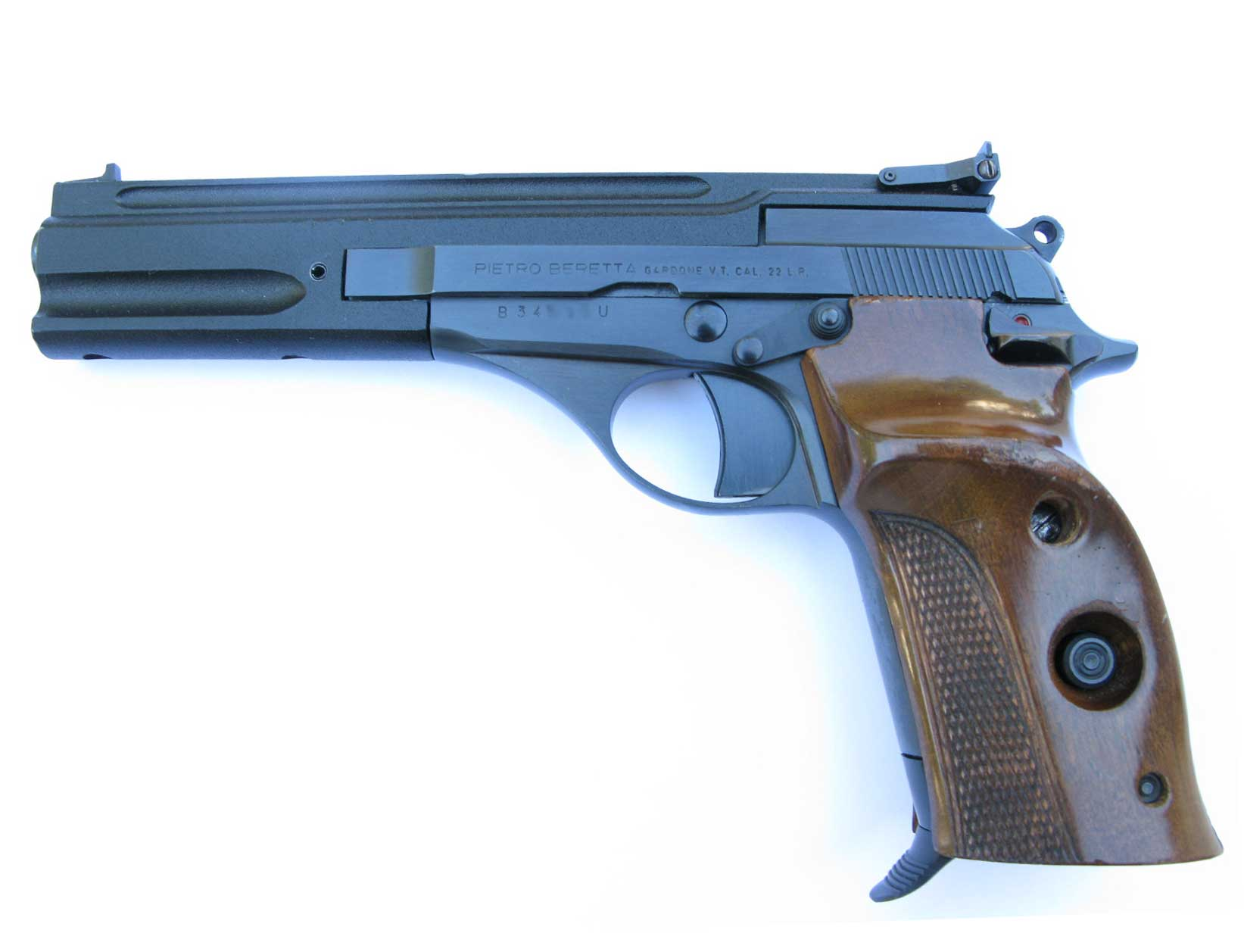
使用木製握把片的76型
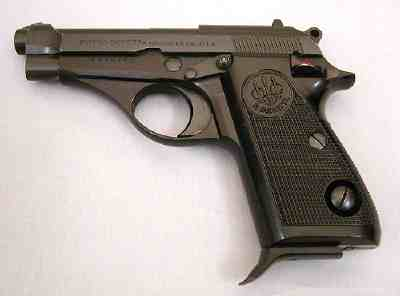
使用新型拇指操作型手動保險、平坦握把片和早期型號的彈匣釋放按鈕的70型
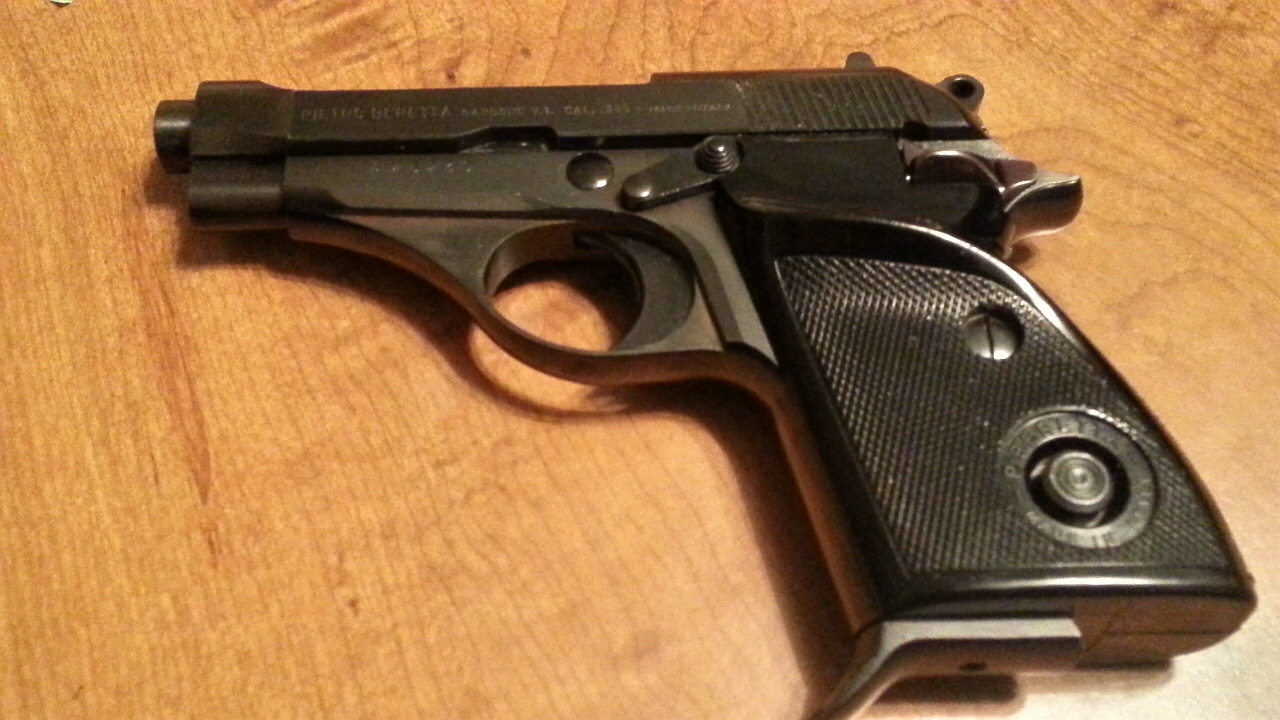
使用拇指座握把片和最新型號的彈匣釋放按鈕的70S型

## 資料來源
1. 1 2  . Imfdb.org.   [2014-05-31]. （原始内容存档于2020-10-02）.
2. 1 2  . Berettaweb.com.   [2014-05-31]. （原始内容存档于2021-01-28）.
3. 1 2 3 4 5 6 7 8 9 10  Ramage, Ken. . Krause Publications. 2008. ISBN 1440224331.
4. 1 2 3 4 5 6 7 8 9  Wood, JB. . . United States: Stackpole Books. 1985: 122–139. ISBN 0811704254.
5. ↑  貝瑞塔1934手槍（英语：Beretta M1934#Limitations）
6. 1 2 3  . Berettaweb.com.   [2014-05-31]. （原始内容存档于2014-03-01）.
7. 1 2  . Berettaweb.com.   [2014-05-31]. （原始内容存档于2020-02-01）.
8. 1 2 3 4 5 6  該瞄準具固定在可拆卸配重上。
9. ↑  每個意大利語維基百科條目：該型號供應美國市場。又稱為74A型。
10. ↑  newsdesk. "The Beretta model 70 – the legend lives" （页面存档备份，存于）, Israel's Homeland Security, Israel, 20 May 2013. Retrieved on 1 May 2014.
11. ↑  Jacobellis, Nick. . Tactical-life.com. 2009-05-04  [2014-05-31]. （原始内容存档于2015-01-13）.
12. ↑  . It.wikipedia.org. 2014-02-21  [2014-05-31]. （原始内容存档于2015-11-18） （意大利语）.
13. ↑  . Imfdb.org.   [2014-05-31]. （原始内容存档于2020-07-02）.
14. ↑  . Imfdb.org.   [2014-05-31]. （原始内容存档于2020-02-20）.

## 外部連結
- （英文）—Beretta Web—THE BERETTA ' 70 ' Series（页面存档备份，存于）